# UEFA Champions League 2014-2015 (qualificazioni)
Nella fase iniziale della UEFA Champions League 2014-2015 sono previsti turni preliminari e play-off che decideranno 10 delle 32 squadre che giocheranno la fase a gironi.

## Primo turno

### Sorteggio
| Teste di serie                  | Non teste di serie                  |
| ------------------------------- | ----------------------------------- |
| Levadia Tallinn HB Santa Coloma | Banants La Fiorita Lincoln Red Imps |

### Risultati

#### Andata
| Arbitro: | Jens Maae |

|          |           |  |
| Pujol 5’ | Marcatori |  |

| Arbitro: | Dejan Jakimovski |

|  |           |            |
|  | Marcatori | 90+4’ Tamm |

| Arbitro: | Alexandre Boucaut |

|                      |           |             |
| Chipolina 18’ (rig.) | Marcatori | 53’ Hanssen |

#### Ritorno
| Arbitro: | Nikolaj Jordanov |

|                                         |           |                       |
| Hovsepyan 29’, 56’ (rig.) Mashumyan 47’ | Marcatori | 21’ Lima 90+5’ Casals |

| Arbitro: | Chris Reisch |

|                                                                              |           |  |
| Kulinitš 7’ Subbotin 30’, 72’ Elhussieny 48’ Artjunin 75’, 90+2’ Tipurić 85’ | Marcatori |  |

| Arbitro: | Vadims Direktorenko |

|                                                            |           |                        |
| Hanssen 13’, 81’ Jensen 25’ Edmundsson 34’ Benjaminsen 87’ | Marcatori | 50’ Cabrera 77’ Duarte |

#### Tabella riassuntiva
| Squadra 1       | Totale      | Squadra 2       | Andata | Ritorno |
| --------------- | ----------- | --------------- | ------ | ------- |
| FC Santa Coloma | 3 - 3 (gfc) | Banants         | 1 - 0  | 2 - 3   |
| Lincoln         | 3 - 6       | HB Tórshavn     | 1 - 1  | 2 - 5   |
| La Fiorita      | 0 - 8       | Levadia Tallinn | 0 - 1  | 0 - 7   |

## Secondo turno

### Sorteggio
| Gruppo 1                                                      | Gruppo 1                                                                        | Gruppo 2                                                          | Gruppo 2                                                            | Gruppo 3                                                             | Gruppo 3                                                                              |
| Teste di serie                                                | Non teste di serie                                                              | Teste di serie                                                    | Non teste di serie                                                  | Teste di serie                                                       | Non teste di serie                                                                    |
| ------------------------------------------------------------- | ------------------------------------------------------------------------------- | ----------------------------------------------------------------- | ------------------------------------------------------------------- | -------------------------------------------------------------------- | ------------------------------------------------------------------------------------- |
| BATĖ Borisov Maccabi Tel Aviv Sheriff Tiraspol Maribor Aktobe | Dinamo Tbilisi Skënderbeu Korçë FC Santa Coloma Zrinjski Mostar Sutjeska Nikšić | Celtic Sparta Praga Partizan Debrecen Slovan Bratislava Ventspils | Malmö FF KR The New Saints Cliftonville HB Tórshavn Levadia Tallinn | Steaua Bucarest Dinamo Zagabria Ludogorec Legia Varsavia Qarabağ HJK | F91 Dudelange Strømsgodset St Patrick's Athletic Rabotnički Valletta Žalgiris Vilnius |

### Risultati

#### Andata
| Arbitro: | Adrien Jaccottet |

|  |           |               |
|  | Marcatori | 18’ Chumbinho |

| Arbitro: | Pavle Radovanović |

|           |           |  |
| Čikoš 52’ | Marcatori |  |

| Barysaŭ 15 luglio 2014, ore 19:00 UTC+3 | BATĖ Borisov   | 0 – 0 referto | Skënderbeu Korçë | New Borisov Arena\| Arbitro: \| Georgi Kabakov \| |
| Arbitro:                                | Georgi Kabakov |               |                  |                                                   |

| Arbitro: | Clayton Pisani |

|                     |           |  |
| Mureșan 71’ Isa 87’ | Marcatori |  |

| Mostar 15 luglio 2014, ore 19:30 UTC+2 | Zrinjski Mostar  | 0 – 0 referto | Maribor | Stadion pod Bijelim Brijegom\| Arbitro: \| Carlos Del Cerro \| |
| Arbitro:                               | Carlos Del Cerro |               |         |                                                                |

| Skopje 15 luglio 2014, ore 20:00 UTC+2 | Rabotnički   | 0 – 0 referto | HJK | Arena Philip II\| Arbitro: \| Tamás Bognár \| |
| Arbitro:                               | Tamás Bognár |               |     |                                               |

| Arbitro: | Lasha Silagava |

|  |           |           |
|  | Marcatori | 64’ Prica |

| Arbitro: | Arnold Hunter |

|                                                                        |           |  |
| Lafata 22’, 44’, 45+4’ (rig.), 57’, 60’ Tipurić 55’ (aut.) Přikryl 84’ | Marcatori |  |

| Belfast 15 luglio 2014, ore 20:45 UTC+1 | Cliftonville | 0 – 0 referto | Debrecen | Solitude\| Arbitro: \| Artur Dias \| |
| Arbitro:                                | Artur Dias   |               |          |                                      |

| Arbitro: | Sven Bindels |

|                               |           |  |
| Lazović 14’, 64’ Škuletić 71’ | Marcatori |  |

| Arbitro: | Anthony Taylor |

|                         |           |  |
| Soudani 58’ Antolić 70’ | Marcatori |  |

| Arbitro: | Andreas Pappas |

|  |           |              |
|  | Marcatori | 84’ McGregor |

| Arbitro: | Paweł Raczkowski |

|  |           |                 |
|  | Marcatori | 51’ Danilo Neco |

| Malmö 16 luglio 2014, ore 19:00 UTC+2 | Malmö FF      | 0 – 0 referto | Ventspils | Swedbank Stadion\| Arbitro: \| Antti Munukka \| |
| Arbitro:                              | Antti Munukka |               |           |                                                 |

| Arbitro: | Richard Trutz |

|                                                  |           |  |
| Dani Abalo 35’ Bezjak 43’ Anicet 65’ Espinho 68’ | Marcatori |  |

| Arbitro: | Serdar Gözübüyük |

|  |           |           |
|  | Marcatori | 49’ Iancu |

| Arbitro: | Marius Avram |

|               |           |           |
| Radović 90+1’ | Marcatori | 38’ Fagan |

#### Ritorno
| Arbitro: | Alexander Harkam |

|  |           |                                |
|  | Marcatori | 5’ Benson 35’ Luvannor 54’ Isa |

| Arbitro: | Antonio Damato |

|            |           |             |
| Teever 68’ | Marcatori | 38’ Mareček |

| Arbitro: | Tobias Welz |

|            |           |            |
| Turpel 81’ | Marcatori | 51’ Bezjak |

| Arbitro: | Sjarhej Cynkevič |

|                                                       |           |  |
| Reynaldo 15’ Chumbinho 48’ Danilo Dias 57’ George 80’ | Marcatori |  |

| Arbitro: | Jakob Kehlet |

|  |           |                     |
|  | Marcatori | 74’, 89’ Milinković |

| Arbitro: | Ante Vučemilović |

|           |           |            |
| Radaš 67’ | Marcatori | 29’ Chaguš |

| Arbitro: | Ioannis Anastasiou |

|                                |           |  |
| Zahavi 62’ (rig.) Ben Haim 90’ | Marcatori |  |

| Arbitro: | Dimitar Meckarovski |

|            |           |                                      |
| Wardum 35’ | Marcatori | 49’ Ninković 75’ Lazović 90+1’ Grbić |

| Arbitro: | Artem Kwçïn |

|  |           |                         |
|  | Marcatori | 46’ Soudani 49’ Šimunić |

| Arbitro: | Vlado Glođović |

|                        |           |  |
| Mihelič 55’ Sidibé 79’ | Marcatori |  |

| Arbitro: | Andris Treimanis |

|                                  |           |  |
| van Dijk 13’, 20’ Pukki 27’, 71’ | Marcatori |  |

| Arbitro: | Aliyar Ağayev |

|                                           |           |  |
| Antonov 75’ Zenkovich 82’ Aýımbetov 90+5’ | Marcatori |  |

| Arbitro: | Kristo Tohver |

|  |           |            |
|  | Marcatori | 19’ Thelin |

| Arbitro: | Neil Doyle |

|                   |           |            |
| Lod 22’ Moren 26’ | Marcatori | 47’ Vujčić |

| Arbitro: | Eitan Shemeulevitch |

|                      |           |  |
| Râpă 72’ Stanciu 84’ | Marcatori |  |

| Arbitro: | Sergei Lapochkin |

|                              |           |  |
| Vršič 45’ Ibraimi 57’ (rig.) | Marcatori |  |

| Arbitro: | Andreas Ekberg |

|  |           |                                                             |
|  | Marcatori | 25’, 82’ Radović 69’ Żyro 87’ Saganowski 90+2’ (aut.) Byrne |

#### Tabella riassuntiva
| Squadra 1         | Totale      | Squadra 2        | Andata | Ritorno |
| ----------------- | ----------- | ---------------- | ------ | ------- |
| BATĖ Borisov      | 1 - 1 (gfc) | Skënderbeu Korçë | 0 - 0  | 1 - 1   |
| FC Santa Coloma   | 0 - 3       | Maccabi Tel Aviv | 0 - 1  | 0 - 2   |
| Dinamo Tbilisi    | 0 - 4       | Aqtöbe           | 0 - 1  | 0 - 3   |
| Zrinjski Mostar   | 0 - 2       | Maribor          | 0 - 0  | 0 - 2   |
| Sheriff Tiraspol  | 5 - 0       | Sutjeska Nikšić  | 2 - 0  | 3 - 0   |
| Sparta Praga      | 8 - 1       | Levadia Tallinn  | 7 - 0  | 1 - 1   |
| Malmö             | 1 - 0       | Ventspils        | 0 - 0  | 1 - 0   |
| Slovan Bratislava | 3 - 0       | The New Saints   | 1 - 0  | 2 - 0   |
| KR                | 0 - 5       | Celtic           | 0 - 1  | 0 - 4   |
| Cliftonville      | 0 - 2       | Debrecen         | 0 - 0  | 0 - 2   |
| Partizan          | 6 - 1       | HB Tórshavn      | 3 - 0  | 3 - 1   |
| Legia Varsavia    | 6 - 1       | St Patrick's     | 1 - 1  | 5 - 0   |
| Rabotnički        | 1 - 2       | HJK              | 0 - 0  | 1 - 2   |
| Dinamo Zagabria   | 4 - 0       | Žalgiris Vilnius | 2 - 0  | 2 - 0   |
| Ludogorec         | 5 - 1       | F91 Dudelange    | 4 - 0  | 1 - 1   |
| Valletta          | 0 - 5       | Qarabağ          | 0 - 1  | 0 - 4   |
| Strømsgodset      | 0 - 3       | Steaua Bucarest  | 0 - 1  | 0 - 2   |

## Terzo turno

### Sorteggio
| Campioni                                                        | Campioni                                                  | Campioni                                                      | Campioni                             | Piazzati                                                       | Piazzati                                                 |
| Gruppo 1                                                        | Gruppo 1                                                  | Gruppo 2                                                      | Gruppo 2                             | Piazzati                                                       | Piazzati                                                 |
| Teste di serie                                                  | Non teste di serie                                        | Teste di serie                                                | Non teste di serie                   | Teste di serie                                                 | Non teste di serie                                       |
| --------------------------------------------------------------- | --------------------------------------------------------- | ------------------------------------------------------------- | ------------------------------------ | -------------------------------------------------------------- | -------------------------------------------------------- |
| Salisburgo Celtic BATĖ Borisov Dinamo Zagabria Sheriff Tiraspol | Legia Varsavia Debrecen Slovan Bratislava Qarabağ Aalborg | Steaua Bucarest APOEL Sparta Praga Ludogorec Maccabi Tel Aviv | Maribor Partizan Aqtöbe Malmö FF HJK | Zenit San Pietroburgo Lilla Copenaghen Standard Liegi Beşiktaş | Dnipro Panathinaikos Feyenoord Grasshoppers AEL Limassol |

### Risultati

#### Andata
| Arbitro: | Halis Özkahya |

|                                |           |                               |
| Lafata 22’, 51’, 70’ Kováč 52’ | Marcatori | 17’ Forsberg 27’ Kiese Thelin |

| Arbitro: | Stephan Studer |

|                                |           |                |
| Žofčák 42’ (rig.) Mészáros 85’ | Marcatori | 74’ Ricardinho |

| Arbitro: | Szymon Marciniak |

|                   |           |  |
| Sidibé 56’ (rig.) | Marcatori |  |

| Arbitro: | Hüseyin Göçek |

|                              |           |                          |
| Korobkin 58’ Arzowmanyan 88’ | Marcatori | 44’ Keserü 79’ Prepeliță |

| Arbitro: | Serhij Bojko |

|                      |           |             |
| Dias 2’ Reynaldo 86’ | Marcatori | 77’ Soriano |

| Arbitro: | Marijo Strahonja |

|               |           |  |
| Gikiewicz 64’ | Marcatori |  |

| Kiev 30 luglio 2014, ore 19:00 UTC+3 | Dnipro         | 0 – 0 referto | Copenaghen | NSK Olimpiyskyi\| Arbitro: \| Andre Marriner \| |
| Arbitro:                             | Andre Marriner |               |            |                                                 |

| Arbitro: | Paweł Gil |

|                          |           |                              |
| Savage 11’, 45+1’ (rig.) | Marcatori | 71’ De Vincenti 74’ Sheridan |

| Arbitro: | Aleksej Es'kov |

|  |           |                        |
|  | Marcatori | 29’ Corchia 49’ Mendes |

| Liegi 30 luglio 2014, ore 20:00 UTC+2 | Standard Liegi | 0 – 0 referto | Panathīnaïkos | Stade Maurice Dufrasne\| Arbitro: \| Carlos Gómez \| |
| Arbitro:                              | Carlos Gómez   |               |               |                                                      |

| Arbitro: | Luca Banti |

|                       |           |                          |
| te Vrede 90+5’ (rig.) | Marcatori | 13’ Pektemek 71’ Koyunlu |

| Razgrad 30 luglio 2014, ore 21:00 UTC+3 | Ludogorec   | 0 – 0 referto | Partizan | Ludogorets Arena\| Arbitro: \| Kenn Hansen \| |
| Arbitro:                                | Kenn Hansen |               |          |                                               |

| Arbitro: | Danny Makkelie |

|  |           |              |
|  | Marcatori | 49’ Brozović |

| Arbitro: | Ivan Kružliak |

|             |           |  |
| Bohar 90+5’ | Marcatori |  |

| Arbitro: | Pol van Boekel |

|                                         |           |             |
| Radović 10’, 36’ Żyro 84’ Kosecki 90+1’ | Marcatori | 8’ McGregor |

#### Ritorno
| Arbitro: | Stefan Johannesson |

|                                         |           |                   |
| Valadz'ko 39’ Radyënaŭ 66’ Kryvec 90+4’ | Marcatori | 20’ (rig.) Sidibé |

| Arbitro: | Martin Strömbergsson |

|                            |           |                  |
| Ben Haim 42’ Ben Basat 54’ | Marcatori | 36’, 55’ Ibraimi |

| Arbitro: | Michael Oliver |

|                       |           |                       |
| Arslanagić 17’ (aut.) | Marcatori | 36’ Mbombo 41’ M'Poku |

| Arbitro: | Tasos Sidiropoulos |

|             |           |             |
| Balmont 19’ | Marcatori | 33’ Abrashi |

| Arbitro: | Alexandru Tudor |

|                                          |           |  |
| Rondón 55’ Danny 88’ Keržakov 90’ (rig.) | Marcatori |  |

| Arbitro: | Liran Liany |

|                                     |           |  |
| Sheridan 17’ De Vincenti 43’ (rig.) | Marcatori |  |

| Arbitro: | Ruddy Buquet |

|                    |           |  |
| Rosenberg 35’, 55’ | Marcatori |  |

| Tiraspol 6 agosto 2014, ore 20:00 UTC+3 | Sheriff Tiraspol | 0 – 0 referto | Slovan Bratislava | Sheriff Stadium\| Arbitro: \| István Vad \| |
| Arbitro:                                | István Vad       |               |                   |                                             |

| Arbitro: | Miroslav Zelinka |

|                        |           |             |
| Chipciu 3’ Stanciu 39’ | Marcatori | 85’ Kapadze |

| Arbitro: | Felix Zwayer |

|                  |           |          |
| Ba 28’, 80’, 86’ | Marcatori | 74’ Manu |

| Arbitro: | Duarte Gomes |

|                          |           |  |
| Cornelius 36’ Kadrii 52’ | Marcatori |  |

| Arbitro: | Bobby Madden |

|                      |           |  |
| Hinteregger 18’, 34’ | Marcatori |  |

| Arbitro: | Jevhen Aranovs'kyj |

|  |           |                   |
|  | Marcatori | 36’, 85’ Jacobsen |

| Arbitro: | Paolo Mazzoleni |

|  |           |                         |
|  | Marcatori | 36’ Żyro 61’ Kucharczyk |

| Arbitro: | Aljaksej Kul'bakov |

|                   |           |                     |
| Škuletić 30’, 35’ | Marcatori | 19’, 21’ Marcelinho |

#### Tabella riassuntiva
| Squadra 1         | Totale      | Squadra 2        | Andata   | Ritorno      |          |
| Campioni          | Campioni    | Campioni         | Campioni | Campioni     | Campioni |
| ----------------- | ----------- | ---------------- | -------- | ------------ | -------- |
| Qarabağ           | 2 - 3       | Salisburgo       | 2 - 1    | 0 - 2        |          |
| Debrecen          | 2 - 3       | BATĖ Borisov     | 1 - 0    | 1 - 3        |          |
| Slovan Bratislava | 2 - 1       | Sheriff Tiraspol | 2 - 1    | 0 - 0        |          |
| Aalborg           | 2 - 1       | Dinamo Zagabria  | 0 - 1    | 2 - 0        |          |
| Legia Varsavia    | 4 - 4 (gfc) | Celtic           | 4 - 1    | 0 - 3 (tav.) |          |
| Aqtöbe            | 3 - 4       | Steaua Bucarest  | 2 - 2    | 1 - 2        |          |
| Maribor           | 3 - 2       | Maccabi Tel Aviv | 1 - 0    | 2 - 2        |          |
| HJK               | 2 - 4       | APOEL            | 2 - 2    | 0 - 2        |          |
| Sparta Praga      | 4 - 4 (gfc) | Malmö FF         | 4 - 2    | 0 - 2        |          |
| Ludogorec         | 2 - 2 (gfc) | Partizan         | 0 - 0    | 2 - 2        |          |
| Piazzate          |             |                  |          |              |          |
| AEL               | 1 - 3       | Zenit            | 1 - 0    | 0 - 3        |          |
| Dnipro            | 0 - 2       | Copenaghen       | 0 - 0    | 0 - 2        |          |
| Feyenoord         | 2 - 5       | Beşiktaş         | 1 - 2    | 1 - 3        |          |
| Grasshoppers      | 1 - 3       | Lilla            | 0 - 2    | 1 - 1        |          |
| Standard Liegi    | 2 - 1       | Panathīnaïkos    | 0 - 0    | 2 - 1        |          |

## Play-off

### Sorteggio
| Campioni                                     | Campioni                                          | Piazzati                                    | Piazzati                                                 |
| Teste di serie                               | Non teste di serie                                | Teste di serie                              | Non teste di serie                                       |
| -------------------------------------------- | ------------------------------------------------- | ------------------------------------------- | -------------------------------------------------------- |
| Salisburgo Steaua Bucarest APOEL Celtic BATE | Ludogorec Maribor Slovan Bratislava Malmö Aalborg | Arsenal Porto Zenit Bayer Leverkusen Napoli | Athletic Bilbao Lilla Copenaghen Standard Liegi Beşiktaş |

### Risultati

#### Andata
| Arbitro: | Nicola Rizzoli |

|                          |           |              |
| Schiemer 16’ Soriano 54’ | Marcatori | 90’ Forsberg |

| Arbitro: | Felix Brych |

|             |           |  |
| Chipciu 88’ | Marcatori |  |

| Istanbul 19 agosto 2014, ore 21:45 UTC+3 | Beşiktaş      | 0 – 0 referto | Arsenal | Stadio Olimpico Atatürk\| Arbitro: \| Milorad Mažić \| |
| Arbitro:                                 | Milorad Mažić |               |         |                                                        |

| Arbitro: | Carlos Velasco Carballo |

|                             |           |                                             |
| M. Jørgensen 9’ Amartey 13’ | Marcatori | 5’ Kießling 31’ Bellarabi 42’ Son Heung-Min |

| Arbitro: | Jonas Eriksson |

|             |           |             |
| Higuaín 68’ | Marcatori | 41’ Muniain |

| Arbitro: | Björn Kuipers |

|  |           |             |
|  | Marcatori | 61’ Herrera |

| Arbitro: | Craig Thomson |

|  |           |           |
|  | Marcatori | 16’ Šatov |

| Arbitro: | Olegário Benquerença |

|            |           |                      |
| Vittek 80’ | Marcatori | 44’ (aut.) Jablonský |

| Arbitro: | Martin Atkinson |

|             |           |              |
| Thomsen 16’ | Marcatori | 54’ Vinicius |

| Arbitro: | Pavel Královec |

|           |           |             |
| Bohar 14’ | Marcatori | 6’ McGregor |

#### Ritorno
| Arbitro: | Gianluca Rocchi |

|                                 |           |  |
| Rondón 30’ Hulk 54’ (rig.), 58’ | Marcatori |  |

| Arbitro: | Wolfgang Stark |

|                                        |           |  |
| Gordeychuk 41’ Kryvec 84’ Radyënaŭ 85’ | Marcatori |  |

| Arbitro: | Svein Oddvar Moen |

|                          |           |  |
| Brahimi 49’ Martínez 69’ | Marcatori |  |

| Arbitro: | Viktor Kassai |

|  |           |             |
|  | Marcatori | 75’ Tavares |

| Arbitro: | William Collum |

|                                                         |           |  |
| Vinicius 28’ De Vincenti 43’ Aloneftis 64’ Sheridan 75’ | Marcatori |  |

| Arbitro: | Alberto Undiano Mallenco |

|                                                                     |                      |                                                      |
| Wanderson 90’                                                       | Marcatori            |                                                      |
| Moți Wanderson Hamza Júnior Caiçara Marcelinho Dyakov Fábio Espinho | Tiri di rigore 6 – 5 | Keserü Pârvulescu Szukała Popa Varela Prepeliță Râpă |

| Arbitro: | Damir Skomina |

|                                        |           |  |
| Rosenberg 11’ (rig.), 84’ Eriksson 19’ | Marcatori |  |

| Arbitro: | Cüneyt Çakır |

|                           |           |            |
| Aduriz 61’, 69’ Gómez 74’ | Marcatori | 47’ Hamšík |

| Arbitro: | Pedro Proença |

|               |           |  |
| Sánchez 45+1’ | Marcatori |  |

| Arbitro: | Mark Clattenburg |

|                                               |           |  |
| Son 2’ Çalhanoğlu 7’ Kießling 31’ (rig.), 65’ | Marcatori |  |

#### Tabella riassuntiva
| Squadra 1         | Totale          | Squadra 2        | Andata   | Ritorno     |          |
| Campioni          | Campioni        | Campioni         | Campioni | Campioni    | Campioni |
| ----------------- | --------------- | ---------------- | -------- | ----------- | -------- |
| Maribor           | 2 - 1           | Celtic           | 1 - 1    | 1 - 0       |          |
| Salisburgo        | 2 - 4           | Malmö            | 2 - 1    | 0 - 3       |          |
| Aalborg           | 1 - 5           | APOEL            | 1 - 1    | 0 - 4       |          |
| Steaua Bucarest   | 1 - 1 (5-6 dtr) | Ludogorec        | 1 - 0    | 0 - 1 (dts) |          |
| Slovan Bratislava | 1 - 4           | BATE             | 1 - 1    | 0 - 3       |          |
| Piazzate          |                 |                  |          |             |          |
| Beşiktaş          | 0 - 1           | Arsenal          | 0 - 0    | 0 - 1       |          |
| Standard Liegi    | 0 - 4           | Zenit            | 0 - 1    | 0 - 3       |          |
| Copenaghen        | 2 - 7           | Bayer Leverkusen | 2 - 3    | 0 - 4       |          |
| Lilla             | 0 - 3           | Porto            | 0 - 1    | 0 - 2       |          |
| Napoli            | 2 - 4           | Athletic Bilbao  | 1 - 1    | 1 - 3       |          |